# Burkal Sogn
Burkal Sogn (deutsch Buhrkall) ist eine Kirchspielsgemeinde (dänisch Sogn) in Nordschleswig, Dänemark, unmittelbar an der Grenze zu Deutschland.
Bis 1970 gehörte sie zur Harde Slogs Herred im damaligen Tønder Amt, dann wurden die beiden westlichen Gemarkungen Grøngård und Lydersholm der Tønder Kommune zugeschlagen, der Rest des Kirchspiels der Tinglev Kommune. Beide gehörten zum damaligen Sønderjyllands Amt.
Im Zuge der Kommunalreform zum 1. Januar 2007 ging die Tønder Kommune in der „neuen“ Tønder Kommune, die Tinglev Kommune in der Aabenraa Kommune (beide in der Region Syddanmark) auf. Am 1. Januar 2009 wurde das Gemeindegebiet des westlich gelegenen Hostrup Sogn um den Teil des Burkal Sogn erweitert, der auf dem Gebiet der Tønder Kommune lag.
Die Gemeinde hatte am 1. Januar 2023 1658 Einwohner.

## Gemeindegebiet

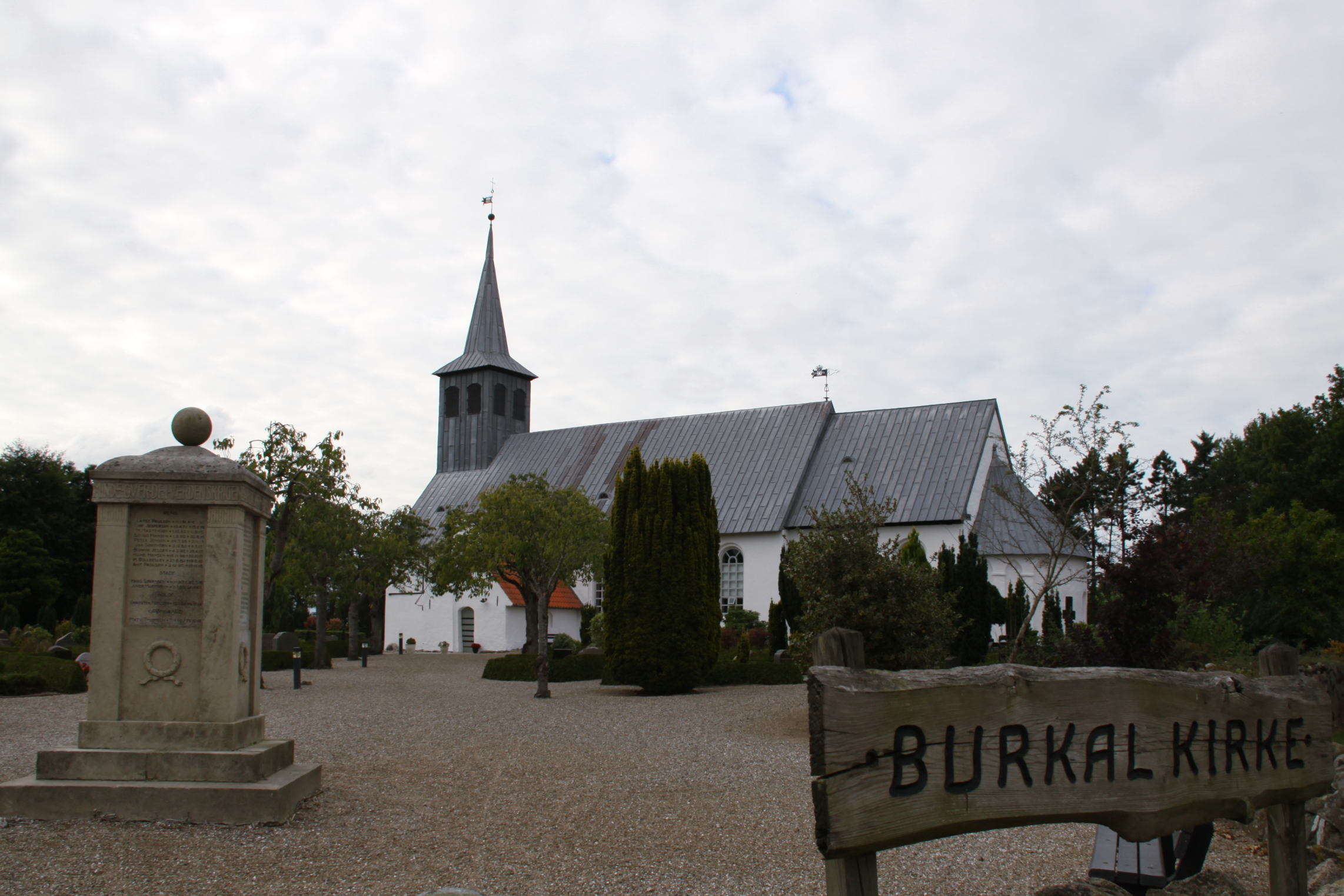
Burkal Kirke

Burkal liegt auf der schleswigschen Geest, die hier überwiegend flach und eben ist.
Zur Gemeinde gehören Nolde, Stemmild (deutsch Stemmilt), Lund, Bov (deutsch Bau), Burkal, Stade, Rens (deutsch Renz) und Jyndevad (deutsch Jündewatt), sowie bis 2008 Grøngård (deutsch Grünhof) und Lydersholm (deutsch Lüdersholm). In der Zeit von 1871 bis 1920 bildeten sie alle eigenständige Landgemeinden, waren jedoch im Amtsbezirk Buhrkall zusammengefasst.

## Geschichte
Seitdem sich das Herzogtum Schleswig im 13. Jahrhundert vom dänischen Königreich gelöst hatte, lag Burkal fast im Mittelpunkt desselben. Die Nord-Süd-Handelswege führten jedoch weit westlich und östlich vorbei. Burkal blieb eine relativ dünn besiedelte, aber vergleichsweise großflächige Landgemeinde. In administrativer Hinsicht gehörte es zur Harde (dänisch: Herred) Slogs Herred (dt.: Schluxharde). Nur wenige Wohnplätze standen zeitweise unter anderen kirchlichen oder adeligen Jurisdiktionen.
Slogs Herred war ein Teil des Tønder Amt. Bei der Landesteilung von 1544 fiel das Gebiet an Herzog Johann den Älteren, der hier sein Jagdschloss Grünhof errichtete. Nach dessen Tod 1580 fiel das Tønder Amt an Gottorf, wo es bis 1713/21 blieb. Das Herzogtum Schleswig existierte noch bis 1864 unter der dänischen Krone und wurde im Deutsch-Dänischen Krieg von Preußen und Österreich erobert und annektiert.
Die sozialen Gegensätze waren auf der Geest weit geringer als in den wohlhabenden westlichen und östlichen Landesteilen. Dennoch war Burkal die erste ländliche Gemeinde in ganz Schleswig (und in der damaligen dänischen Monarchie einschließlich Holsteins überhaupt), die angesichts neuer und in dieser Form bis dato nicht gekannter Massenarmut (Pauperismus) im 19. Jahrhundert eine Armenarbeitsanstalt einrichtete. Diese populistische Form der Sozialpolitik wurde trotz zahlreicher Zweifel in weiten Teilen des Landes populär. Burkal gab seine Anstalt jedoch schon nach zehn Jahren wieder auf.
In der preußischen Zeit wurde das Kirchspiel in die oben genannten zehn Landgemeinden aufgeteilt. Ab 1889 bildeten diese gemeinsam den Amtsbezirk Buhrkall. Das alte Tønder Amt war mit nur wenig veränderten Grenzen zum Kreis Tondern umgestaltet worden. Bei der Volksabstimmung über die nationale Zugehörigkeit 1920 stimmten in Buhrkall 51 % der Stimmberechtigten dänisch und 49 % deutsch. Da die Gemeinde zur Ersten Zone gelegt worden war, wo das Gesamtergebnis für ganz Nordschleswig zählte, blieb sie nördlich der neuen Grenze und ist seither Grenzgemeinde.
Die Verwaltungsreform 1970 entwertete die Kirchspielsgemeinden als politische Entscheidungsträger. Der größte Teil von Burkal schloss sich der neuen Kommune Tingleff an, die im Zuge der Kommunalreform zum 1. Januar 2007 in der Aabenraa Kommune aufging. Die beiden westlichen Gemarkungen Grøngaard (Grünhof) und Lydersholm (Lüdersholm) kamen jedoch zur Tønder Kommune, heute seit 2007 erweitert zur „neuen“ Tønder Kommune. Von den 2022 Einwohnern, die das Kirchspiel zum Zeitpunkt dieser Kommunalreform 2007 hatte, lebten 1882 auf dem Gebiet der Aabenraa Kommune, 140 in den beiden Gemarkungen auf dem Gebiet der Tønder Kommune. Diese beiden Gemarkungen wurde am 1. Januar 2009 dem Kirchspiel Hostrup Sogn zugeschlagen.

## Wirtschaft und Verkehr
Die flächengroße Gemeinde Burkal ist von der Landwirtschaft geprägt, eine besondere Rolle spielt der Anbau von Kartoffeln. Die Fernstraße 8, Dänemarks südlichste West-Ost-Verbindung, führt durch mehrere Orte und ist gut ausgebaut, so dass die Knotenpunkte Tønder und Tinglev (dt.: Tingleff) schnell zu erreichen sind. Im Süden liegt der Grenzübergang Pepersmark, der jedoch nur von lokaler Bedeutung ist. Die Bahnstrecke Tønder–Tinglev liegt seit 1974 still und damit auch der Bahnhof in Bov (dt.: Bau), der auch für die Nachbargemeinde Bylderup (dt.: Bülderup) zuständig war und daher Bylderup-Bov hieß.

## Sehenswürdigkeiten
- In den Ortschaften der Gemeinde sind einige regionstypische Bauernhäuser und Katen mit Reetdach erhalten geblieben.
- Das archäologisch ausgegrabene und gesicherte Fundament des Jagdschlosses Grünhof und dessen Scheune.
- Die romanische Kirche von Burkal mit Bleidach und zahlreichen interessanten Ausstattungsstücken.

## Söhne und Töchter der Gemeinde
- Emil Nolde, expressionistischer Maler (* 7. August 1867 in Nolde als Emil Hansen; † 13. April 1956 in Seebüll)